# روی کریشنا
روی کریشنا (انگلیسی: Roy Krishna؛ زادهٔ ۳۰ اوت ۱۹۸۷) بازیکن فوتبال اهل فیجی است.
از باشگاه‌هایی که در آن بازی کرده‌است می‌توان به باشگاه فوتبال ولینگتون فونیکس، باشگاه فوتبال ویتاکر یونایتد، باشگاه فوتبال لاباسا، و باشگاه فوتبال آوکلند سیتی اشاره کرد.
وی همچنین در تیم‌های ملی فوتبال زیر ۲۳ سال فیجی و فیجی بازی کرده‌است.